# 張玉堂 (1967年)
張玉堂（1967年6月—），男，汉族，在职研究生学历，中共党员中國人民解放軍少將，中共黨員。

## 生平
歷任中央军委政治工作部网络舆论局局长、中华全国新闻工作者协会副主席、中央军委政治工作部宣传局局长、中国人民解放军新闻传播中心主任兼解放軍報社社长。
是中共二十大代表。